# More than Friends
More than Friends is een nummer van de Britse dj James Hype uit 2017, ingezongen door de Britse zangeres Kelli-Leigh.
Het nummer is een remake van "Don't Let Go (Love)" van En Vogue. "More than Friends" werd een grote hit in het Verenigd Koninkrijk, waar het de 8e positie behaalde. In andere Europese landen werd het een bescheiden hit. Hoewel het nummer in Nederland geen hitlijsten behaalde, haalde het in de Vlaamse Ultratop 50 de 12e positie.